# Мечеть Султана Кабуса
Мечеть Султана Кабуса або Маскатська соборна мечеть — головна діюча мечеть Маската, Оман.

## Історія
З перших днів свого правління султан Кабус почав піклуватися про задоволення як матеріальних, а й духовних потреб своїх підданих: з його кошти було побудовано сотні мечетей по всій країні. А у травні 2001 в Маскаті з'явився один із шедеврів сучасної архітектури: головна мечеть султана Кабуса.
У 1992 султан Кабус наказав, щоб у його країни Омана була своя Велика Мечеть. У 1993 пройшов конкурс, будівництво розпочалося в 1995. Будівельні роботи зайняли шість років та чотири місяці.

## Архітектура
Збудована з 300 000 тонн індійського пісковику. Головний молитовний зал квадратної форми (74,4 х 74,4 метри) з центральним куполом, що височить на висоту на 50 метрів. Купол та головний мінарет (90 метрів заввишки) та чотири бічні мінарети (45,5 метрів) є головними візуальними особливостями мечеті. Головний молитовний зал може одночасно вмістити понад 6,5 тис. віруючих, тоді як жіночий молитовний зал лише 750 осіб (31×18 метрів). Зовнішня молитовна територія може вмістити 8 тис. віруючих, сумарна кількість до 20 000 вірян.
Займає площу 416 000 м². Інтер'єр покритий білим та сірим мармуром. Керамічні квіткові візерунки прикрашають інтер'єр арки та сліпих ніш.
Купол, що ширяє на висоті — подвійний: внутрішня оболонка покрита позолоченою мозаїкою, зовнішня є ажурним покриттям. Головний зал висвітлюють 35 люстр; діаметр найбільшої, зробленої в Австрії – 14 м, вона має 1122 лампи та важить 8 тонн. На кожній люстрі з кришталю та кристалів Сваровськи відтворено в мініатюрі безліч мінаретів мечеті.
Перський килим у головному залі вагою 21 тонн, створений 1,7 млн вузлів, візерунки якого містять 28 кольорів, причому використовувалися виключно рослинні барвники. Килим розміром 70×60 м із 58 частин, які були, потім з'єднані в один килим, протягом 4х років ткали 600 жінок у дві зміни. Розстелення килима зайняло кілька місяців. Це найбільший килим у світі.